# 800-meterløb (atletik)
800-meterløb er en atletikdisciplin. Det er den korteste af mellemdistanceløbene, som også omfatter 1500 meter og 3000 meter. 800-meterløbet løbes som to omgange på en klassisk 400-meter atletikbane og har altid været en olympisk disciplin. Det kræves, at atleten både kan sprinte og have udholdenhed til at holde farten i to omgange. 
De løb der ligger tættest på 800-meteren er 400-meteren og 1500-meteren. De er dog begge vidt forskellige fra 800-meteren. 400-meteren er én lang sprint, mens 1500-meteren (eller 1609-meteren/milen) er et mere taktisk præget løb.
Det er mere normalt at kunne løbe både 800 meter og 1500 meter på højt niveau end det er at kunne løbe både 800 meter og 400 meter på højt niveau. De eneste, der har vundet større internationale medaljer i både 400 meter og 800 meter, er Alberto Juantorena og Jarmila Kratochvilova.

## Rekorder
Danmarksrekorden for kvinder er 2:00,10 sat af Annemarie Nissen i 2023.

### Verdensrekorden for mænd
- David Rudisha 1:40.91 Rieti 9. august 2012

### Verdensrekorden for kvinder
- Jarmila Kratochvílová 1:53.28 München 26. juli 1983

### Verdensrekorden for juniorer (19 år og under) for mænd
- Abubaker Kaki Khamis 1:42.69 Oslo 6. juni 2008

### Verdensrekorden for juniorer (19 år og under) for kvinder
- Pamela Jelimo 1:54.01 Zürich 29. august 2008